# Germantown (Tennessee)
Germantown is een plaats (city) in de Amerikaanse staat Tennessee en valt bestuurlijk gezien onder Shelby County.

## Demografie
Bij de volkstelling in 2000 werd het aantal inwoners vastgesteld op 37.348.
In 2006 is het aantal inwoners door het United States Census Bureau geschat op 37.476, een stijging van 128 (0.3%).

## Geboren in Germantown
- Olivia Holt (1997), actrice

## Geografie
Volgens het United States Census Bureau beslaat de plaats een oppervlakte van
45,6 km², waarvan 45,5 km² land en 0,1 km² water. Germantown ligt op ongeveer 102 m boven zeeniveau.

## Plaatsen in de nabije omgeving
De onderstaande figuur toont nabijgelegen plaatsen in een straal van 20 km rond Germantown.